# Mercury Mail Transport System
Mercury Mail Transport System (Mercury MTS) to darmowy serwer e-mail stworzonego przez Davida Harrisa, który też stworzył Pegasus Mail. Najnowszą wersją jest 4.62.
Mercury posiada dwie wersje. Jedna jest przeznaczona dla Win32, o aliasie Mercury/32 do uruchomienia w systemie Windows zaczynając od wersji 98, oraz dla Novell NetWare.
Najczęściej używanymi składnikami to serwer SMTP i POP3.